# Breeders' Cup Classic
Groupe 1
La Breeders' Cup Classic est l'une des épreuves de la Breeders' Cup. Elle est ouverte aux chevaux de 3 ans et plus, se déroule sur la distance de 2 000 m sur le dirt et son 'allocation s'élève à $ 6 000 000. Avec le Kentucky Derby, c'est la course la plus prestigieuse des États-Unis, et son lauréat est souvent sacré cheval de l'année.

## Records

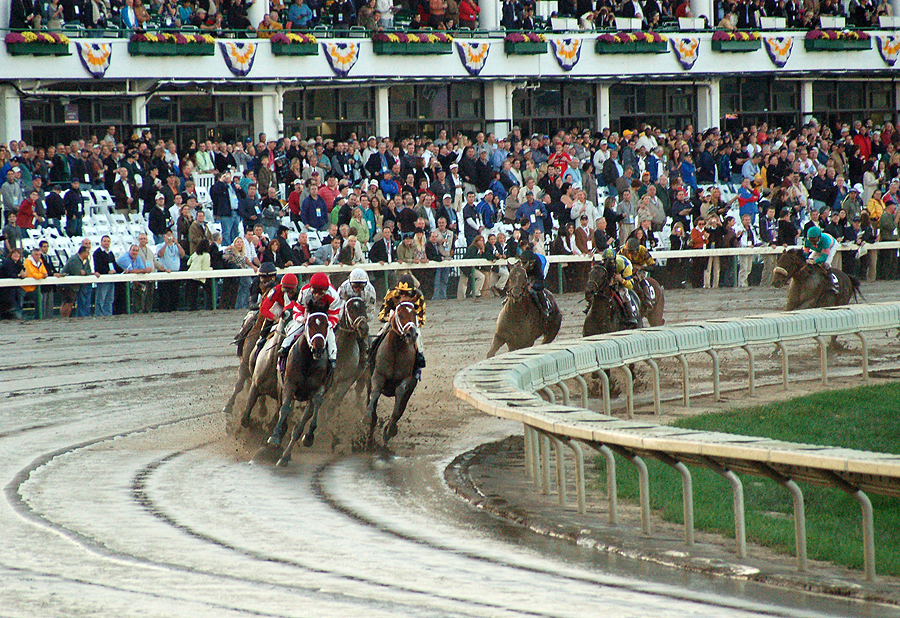
Édition 2007

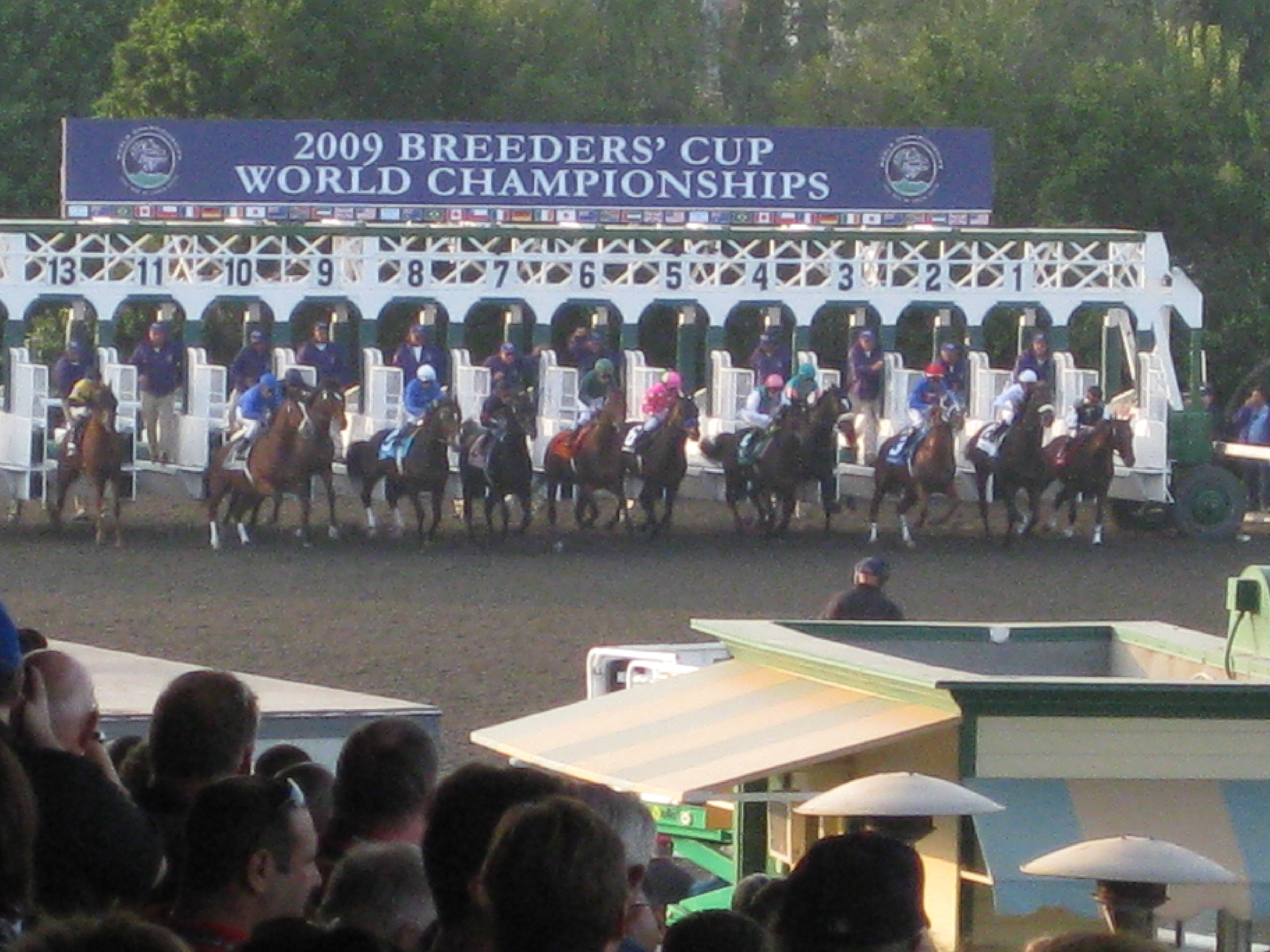
Édition 2009

- Chrono : Il n'existe pas de record de la course, puisque celle-ci est itinérante. Néanmoins, on peut signaler le meilleur temps enregistré dans la Classic, 1'59"02, signé Ghostzapper en 2004
- Doublé : Un seul cheval a réussi le doublé, Tiznow en 2000 et 2001.
- Jockeys
  - 5 – Chris McCarron (1988, 1989, 1996, 2000, 2001)
  - 5 – Jerry Bailey (1991, 1993, 1994, 1995, 2005)
- Entraîneurs
  - 4 – Bob Baffert (2014, 2015, 2016, 2020)
- Propriétaires
  - 2 – Stronach Stables (1998, 2004)

## Palmarès
| Année | Hippodrome         | Vainqueur          | S/A | Pays        | Père               | Jockey             | Entraîneur          | Propriétaire                     | Deuxième          | Troisième          | Temps   |
| ----- | ------------------ | ------------------ | --- | ----------- | ------------------ | ------------------ | ------------------- | -------------------------------- | ----------------- | ------------------ | ------- |
| 2024  | Del Mar            | Sierra Leone       | M.3 | États-Unis  | Gun Runner         | Flavien Prat       | Chad C. Brown       | Coolmore                         | Fierceness        | Forever Young      | 2'00"78 |
| 2023  | Santa Anita Park   | White Abarrio      | M.4 | États-Unis  | Race Day           | Irad Ortiz, Jr.    | Richard E. Dutrow   | C2 Racing & La Milagrosa Stables | Derma Sotogake    | Proxy              | 2'02"87 |
| 2022  | Keeneland          | Flightline         | M.4 | États-Unis  | Tapit              | Flavien Prat       | John W. Sadler      | Hronis Racing, West Point & Al   | Olympiad          | Taiba              | 2'00"05 |
| 2021  | Del Mar            | Knicks Go          | M.5 | États-Unis  | Paynter            | Joel Rosario       | Brad Cox            | Korean Racing Authority          | Medina Spirit     | Essential Quality  | 1'59"47 |
| 2020  | Keeneland          | Authentic          | M.3 | États-Unis  | Into Mischief      | John Velasquez     | Bob Baffert         | Spendthrift Farm                 | Improbable        | Global Campaign    | 1'59"19 |
| 2019  | Santa Anita Park   | Vino Rosso         | M.4 | États-Unis  | Curlin             | Irad Ortiz, Jr.    | Todd Pletcher       | Mark Repole & St Elias Stable    | McKinzie          | Higher Power       | 2'02"80 |
| 2018  | Churchill Downs    | Accelerate         | M.5 | États-Unis  | Lookin At Lucky    | Joel Rosario       | John W. Sadler      | Hronis Racing Llc                | Gunnereva         | Thunder Snow       | 2'02"93 |
| 2017  | Del Mar            | Gun Runner         | M.4 | États-Unis  | Candy Ride         | Florent Géroux     | Steve Asmussen      | Winchell T'Breds LLC & Co        | Collected         | West Coast         | 2'01"29 |
| 2016  | Santa Anita Park   | Arrogate           | M.3 | États-Unis  | Unbridled's Song   | Mike E. Smith      | Bob Baffert         | Juddmonte Farms                  | California Chrome | Keen Ice           | 2'00"11 |
| 2015  | Keeneland          | American Pharoah   | M.3 | États-Unis  | Pioneerof the Nile | Victor Espinoza    | Bob Baffert         | Zayat Stables LLC                | Effinex           | Honor Code         | 2'00"07 |
| 2014  | Santa Anita Park   | Bayern             | M.3 | États-Unis  | Offlee Wild        | Martin Garcia      | Bob Baffert         | Kaleem Shah                      | Toast of New York | California Chrome  | 1'59"88 |
| 2013  | Santa Anita Park   | Mucho Macho Man    | M.5 | États-Unis  | Macho Uno          | Gary Stevens       | Katherine Ritvo     | Reeves Racing                    | Will Take Charge  | Declaration of War | 2'00"72 |
| 2012  | Santa Anita Park   | Fort Learned       | M.4 | États-Unis  | E Dubai            | Brian Hernandez    | Ian R. Wilkes       | Janis R. Whitham                 | Mucho Macho Man   | Flat Out           | 2'00"11 |
| 2011  | Churchill Downs    | Drosselmeyer       | M.4 | États-Unis  | Distorted Humor    | Mike E. Smith      | William I. Mott     | Winstar Farm Llc                 | Game on Dude      | Ruler on Ice       | 2'04"27 |
| 2010  | Churchill Downs    | Blame              | M.4 | États-Unis  | Arch               | Garrett Gomez      | Albert M. Stall Jr  | Claiborne Farm                   | Zenyatta          | Fly Down           | 2'02"28 |
| 2009  | Santa Anita Park   | Zenyatta           | F.5 | États-Unis  | Street Cry         | Mike E. Smith      | John Shirreffs      | Jerry & Ann Moss                 | Gio Ponti         | Twice Over         | 2'00"24 |
| 2008  | Santa Anita Park   | Raven's Pass       | M.3 | Royaume-Uni | Elusive Quality    | Lanfranco Dettori  | John Gosden         | Psse Haya de Jordanie            | Henrythenavigator | Tiago              | 1'59"27 |
| 2007  | Monmouth Park      | Curlin             | M.3 | États-Unis  | Smart Strike       | Robby Albarado     | Steve Asmussen      | Padua Stables et al              | Hard Spun         | Awesome Gem        | 2'00"59 |
| 2006  | Churchill Downs    | Invasor            | M.4 | Argentine   | Candy Stripes      | Fernando Jara      | Kiaran McLaughlin   | Shadwell Racing                  | Bernardini        | Premium Tap        | 2'02"18 |
| 2005  | Belmont Park       | Saint Liam         | M.5 | États-Unis  | Saint Ballado      | Jerry Bailey       | Richard E. Dutrow   | William K. Warren, Jr.           | Flower Alley      | Perfect Drift      | 2'01"49 |
| 2004  | Lone Star Park     | Ghostzapper        | M.4 | États-Unis  | Awesome Again      | Javier Castellano  | Robert J. Frankel   | Stronach Stables                 | Roses in May      | Pleasantly Perfect | 1'59"02 |
| 2003  | Santa Anita Park   | Pleasantly Perfect | M.5 | États-Unis  | Pleasant Colony    | Alex Solis         | Richard Mandella    | Diamond A Racing Corp.           | Medaglia d'Oro    | Dynever            | 1'59"88 |
| 2002  | Arlington Park     | Volponi            | M.5 | États-Unis  | Cryptoclearance    | José Santos        | Philip G. Johnson   | Amherst / Spruce Pond            | Medaglia d'Oro    | Milwaukee Brew     | 2'01"39 |
| 2001  | Belmont Park       | Tiznow             | M.4 | États-Unis  | Cee's Tizzy        | Chris McCarron     | Jay Robbins         | Cee's Stables                    | Sakhee            | Albert the Great   | 2'00"62 |
| 2000  | Churchill Downs    | Tiznow             | M.3 | États-Unis  | Cee's Tizzy        | Chris McCarron     | Jay Robbins         | Cooper & Straub-Rubens           | Giant's Causeway  | Captain Steeve     | 2'00"75 |
| 1999  | Gulfstream Park    | Cat Thief          | M.3 | États-Unis  | Storm Cat          | Pat Day            | D. Wayne Lukas      | Overbrook Farm                   | Budroyale         | Golden Missile     | 1'59"52 |
| 1998  | Churchill Downs    | Awesome Again      | M.4 | États-Unis  | Deputy Minister    | Pat Day            | Patrick B. Byrne    | Stronach Stables                 | Silver Charm      | Swain              | 2'02"16 |
| 1997  | Hollywood Park     | Skip Away          | M.4 | États-Unis  | Skip Trial         | Mike E. Smith      | Sonny Hine          | Carolyn Hine                     | Deputy Commander  | Dowty              | 1'59"16 |
| 1996  | Woodbine           | Alphabet Soup      | M.5 | États-Unis  | Cozzene            | Chris McCarron     | David Hofmans       | Ridder Stable                    | Louis Quatorze    | Cigar              | 2'01"00 |
| 1995  | Belmont Park       | Cigar              | M.5 | États-Unis  | Palace Music       | Jerry Bailey       | Bill Mott           | Allen E. Paulson                 | L'Carriere        | Unaccounted For    | 1'59"58 |
| 1994  | Churchill Downs    | Concern            | M.3 | États-Unis  | Broad Brush        | Jerry Bailey       | Richard W. Small    | Robert E. Meyerhoff              | Tabasco Cat       | Dramatic Gold      | 2'02"41 |
| 1993  | Santa Anita Park   | Arcangues          | M.5 | France      | Sagace             | Jerry Bailey       | André Fabre         | Daniel Wildenstein               | Bertrando         | Kissin Kris        | 2'00"83 |
| 1992  | Gulfstream Park    | A.P. Indy          | M.3 | États-Unis  | Seattle Slew       | Eddie Delahoussaye | Neil Drysdale       | Tomonori Tsurumaki & al.         | Pleasant Tap      | Jolypha            | 2'00"20 |
| 1991  | Churchill Downs    | Black Tie Affair   | M.5 | États-Unis  | Miswaki            | Jerry Bailey       | Ernie Poulos        | Jeffrey Sullivan                 | Twilight Agenda   | Unbridled          | 2'02"95 |
| 1990  | Belmont Park       | Unbridled          | M.3 | États-Unis  | Fappiano           | Pat Day            | Carl Nafzger        | Frances A. Genter                | Ibn Bey           | Thirty Six Red     | 2'02"20 |
| 1989  | Gulfstream Park    | Sunday Silence     | M.3 | États-Unis  | Halo               | Chris McCarron     | Charlie Whittingham | H-G-W Partners                   | Easy Goer         | Blushing John      | 2'00"20 |
| 1988  | Churchill Downs    | Alysheba           | M.4 | États-Unis  | Alydar             | Chris McCarron     | Jack Van Berg       | D. & P. Scharbauer               | Seeking The Gold  | Waquoit            | 2'04"80 |
| 1987  | Hollywood Park     | Ferdinand          | M.4 | États-Unis  | Nijinsky           | Bill Shoemaker     | Charlie Whittingham | Mrs. Howard B. Keck              | Alysheba          | Judge Angelucci    | 2'01"40 |
| 1986  | Santa Anita Park   | Skywalker          | M.4 | États-Unis  | Relaunch           | Laffit Pincay, Jr. | Michael Whittingham | Oak Cliff Stables                | Turkoman          | Precisionist       | 2'00"40 |
| 1985  | Aqueduct Racetrack | Proud Truth        | M.3 | États-Unis  | Graustark          | Jorge Velasquez    | John Veitch         | Darby Dan Farm                   | Gate Dancer       | Turkoman           | 2'00"80 |
| 1984  | Hollywood Park     | Wild Again         | M.4 | États-Unis  | Icecapade          | Pat Day            | Vincent Timphony    | Black Chip Stable                | Slew O'Gold       | Gate Dancer        | 2'03"40 |